# إيفيت نيكول براون
إيفيت نيكول براون (بالإنجليزية: Yvette Nicole Brown)‏ (12 أغسطس 1971) ممثلة أمريكية بدأت مسيرتها الفنية عام 2000 شاركت في العديد من المسلسلات من أشهرها مسلسل دريك آند جوش.

## روابط خارجية
- إيفيت نيكول براون على موقع IMDb (الإنجليزية)
- إيفيت نيكول براون على موقع روتن توميتوز (الإنجليزية)
- إيفيت نيكول براون على موقع ألو سيني (الفرنسية)
- إيفيت نيكول براون على موقع ميوزك برينز (الإنجليزية)
- إيفيت نيكول براون على موقع تيرنر كلاسيك موفيز (الإنجليزية)
- إيفيت نيكول براون على موقع أول موفي (الإنجليزية)
- إيفيت نيكول براون على موقع قاعدة بيانات الأفلام السويدية (السويدية)
- إيفيت نيكول براون على موقع إن إن دي بي (الإنجليزية)
- إيفيت نيكول براون على موقع قاعدة بيانات الفيلم (الإنجليزية)
- إيفيت نيكول براون على موقع كينوبويسك (الروسية)